# Spoorlijn Håkantorp - Lidköping
De spoorlijn Håkantorp - Lidköping is een Zweedse spoorlijn van de voormalige spoorwegmaatschappij Håkantorp - Lidköping Järnväg (HLJ) gelegen in de provincie Västra Götalands län.

## Geschiedenis
Het traject tussen Lidköping en Håkantorp werd in 1877 geopend.

### Geschiedenis Kinnekullebanan
Het traject van de Kinnekullebanan loopt tussen Gårdsjö / Gullspång - Håkantorp. Een deel van het Kinnekullebanan traject loopt over het traject van de Håkantorp - Lidköping Järnväg. 

## Aansluitingen
In de volgende plaatsen was of is er een aansluiting van de volgende spoorwegmaatschappijen:

#### Lidköping
- Lidköping - Skara - Stenstorps Järnväg (LSSJ) spoorlijn tussen Lidköping - Skara - Stenstorp
- Kinnekulle - Lidköpings Järnväg (KiLJ) spoorlijn tussen Forshem en Lidköping
- Lidköping Järnväg (LJ) spoorlijn tussen Lidköping en Tun
- Håkantorp - Lidköpings Järnväg (HLJ) spoorlijn tussen Håkantorp en Lidköping
  - Kinnekullebanan spoorlijn tussen Håkantorp en Mariestad naar Gårdsjö

#### Håkantorp
- Västergötland - Göteborgs Järnvägar (VGJ) spoorlijn tussen Göteborg en Vara - Skara naar Gullspång/Gårdsjö
- Uddevalla - Vänersborg - Herrljunga Järnväg (UVHJ) spoorlijn tussen Uddevalla en Vänersborg en Vara naar Herrljunga
  - Älvsborgsbanan spoorlijn tussen Uddevalla en Vänersborg naar Herrljunga en Borås
- Håkantorp - Lidköping Järnväg (HLJ) spoorlijn tussen Håkantorp en Lidköping
  - Kinnekullebanan spoorlijn tussen Håkantorp en Mariestad naar Gårdsjö

## ATC
Het traject voorzien van het zogenaamde Automatische Tågkontroll (ATC).